# Clean Labelling

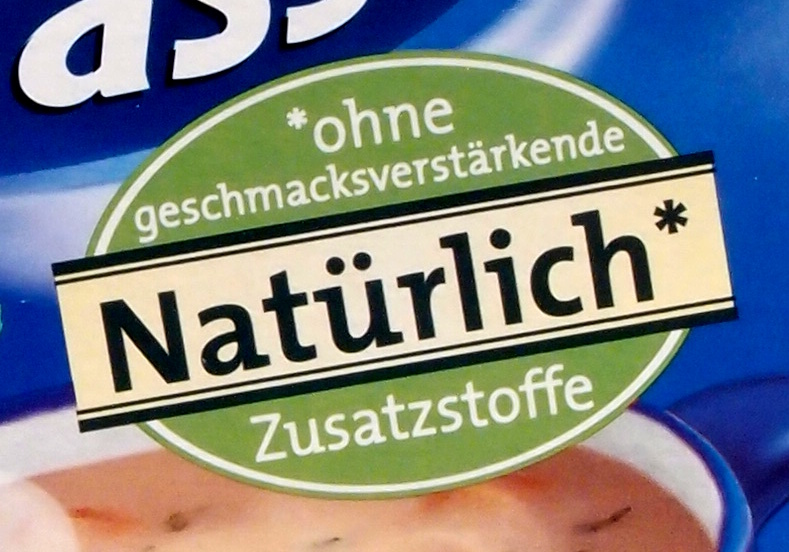
Beschriftung auf einer Tütensuppe, die mit Hefeextrakt gewürzt ist.

Clean Labelling (englisch für saubere Etikettierung) ist die Werbung für Lebensmittel mit dem Hinweis, dass das Produkt bestimmte Zutaten nicht enthält. Dies betrifft in der Regel solche Stoffe, welche die Verbraucher als ungesund einschätzen oder aus anderen Gründen ablehnen, insbesondere Farbstoffe, Konservierungsstoffe, Aromen, Geschmacksverstärker und gentechnisch veränderte Lebensmittel, aber auch Nährstoffe wie Zucker oder gehärtete Fettsäuren. Üblich sind auffällige Schriftzüge auf der Verpackung mit Formulierungen wie „ohne ...“, „frei von ...“ usw. Genannt werden teils einzelne Substanzen (zum Beispiel „alkoholfrei“), teils ganze Stoffklassen (zum Beispiel „ohne Konservierungsstoffe“), teils qualifizierte Begriffe (zum Beispiel „ohne künstliches Aroma“, aber möglicherweise mit natürlichem Aroma).

## Voraussetzungen
Voraussetzung für einen Clean-Label-Hinweis auf einem Lebensmittel ist natürlich, dass das Produkt das Versprechen auch erfüllt. Sind die Angaben unzutreffend oder irreführend, verstößt der Hersteller nach deutschem Recht gegen § 11 LFGB (Vorschriften zum Schutz vor Täuschung). Wenn der Hersteller mit dem Verzicht auf bestimmte Zutaten wirbt, muss er also grundsätzlich auch tatsächlich darauf verzichten. Auch wenn Zusatzstoffe enthalten sind, die nicht deklarationspflichtig und daher im Zutatenverzeichnis nicht aufgeführt sind (zum Beispiel, weil sie in einer Zutat enthalten, im Produkt aber nicht mehr technologisch wirksam sind gemäß Artikel 20 der Lebensmittel-Informationsverordnung und § 9 Abs. 8 Nr. 1 der Zusatzstoff-Zulassungsverordnung), darf nicht damit geworben werden, dass das Produkt frei von diesen Substanzen wäre. Teilweise gelten aufgrund anderer Rechtsvorschriften bestimmte mehr oder weniger niedrige Grenzwerte, wie etwa für die Begriffe „zuckerarm“ und „zuckerfrei“ durch die europäische Health-Claims-Verordnung.
Unzulässig ist außerdem Werbung mit Selbstverständlichkeiten, das heißt, es darf nicht der Eindruck erweckt werden, der Verzicht auf eine Zutat wäre eine Besonderheit eines bestimmten Produktes, wenn diese Zutat sowieso völlig unüblich oder sogar gesetzlich verboten ist. Wenn der Hersteller dennoch hervorheben möchte, dass sein Produkt die betroffene Substanz nicht enthält, so muss er den Hinweis entsprechend ergänzen. Man findet daher gelegentlich Formulierungen wie „ohne Konservierungsstoffe laut Gesetz“.

## Kontroverse Hinweise
Wird auf den Verzicht einer ganzen Zusatzstoffklasse hingewiesen, so ist im Allgemeinen maßgeblich, wie ein Stoff rechtlich eingeordnet wird. Beispielsweise ist Citronensäure ein deklarationspflichtiger Zusatzstoff, jedoch kein Konservierungsstoff gemäß Anlage 5 Zusatzstoff-Zulassungsverordnung. Sie darf daher mit dem Hinweis „ohne Konservierungsstoffe“ kombiniert werden, auch wenn sie im Produkt konservierende Wirkung entfaltet. Ein weiteres bekanntes Beispiel ist Hefeextrakt: Dieser hat geschmacksverstärkende Wirkung und wird dem Produkt zugesetzt. Hefeextrakt ist aber überhaupt kein Zusatzstoff im rechtlichen Sinne, und daher ist bei Zugabe von Hefeextrakt die Behauptung „ohne Zusatzstoff Geschmacksverstärker“ zulässig. Vergleichbares gilt für färbende Lebensmittel wie Rote-Bete-Extrakt, die keine Farbstoffe im rechtlichen Sinne sind, auch wenn sie dem Produkt ausschließlich zu Färbungszwecken zugegeben werden.
Durch Umfragen ist nachweisbar, dass in solchen Fällen viele Verbraucher weitergehende Erwartungen haben, als der Hersteller mit dem Produkt tatsächlich erfüllt, und sich durch die Clean-Label-Hinweise getäuscht fühlen. Verbraucherschutzorganisationen wie die Verbraucherzentralen, Stiftung Warentest und andere kritisieren seit Jahren Clean-Label-Hinweise, die aus ihrer Sicht ungerechtfertigt und unlauter sind.